# Омурамба-Овамбо
Омурамба-Овамбо — пересыхающая река (омурамба) в Намибии, питает пересыхающее озеро Этоша. Площадь водосбора 15783,8 км². На реке стоит город Цинцабис.
Течёт по северному Карствельду от хребта Отави. В верховьях образует серию долин, впадин, перелесков и саванн на пограничье Карствельда и пустыни Калахари. Впадает в восточную часть впадины Этоша.

## Бушмены
Рядом с Омарамба есть большая деревня, населённая бушменами, жизнедеятельность которых, в основном, зависит от ресурсов реки. Один-два раза в год, во время сильных дождей бушмены имеют возможность набирать воду и ловить рыбу. Самая распространенная рыба — усач.